# Viceré della Nuova Granada
Elenco dei viceré che governarono la Nuova Granada.
Prima del 1718, e tra il 1724 ed il 1740, il vicereame della Nuova Granada fece parte del vicereame del Perù.